# Janne Lundblad
Janne Lundblad (n. 11 aprilie 1887, Linköping, Suedia – d. 24 noiembrie 1940, Stockholm, Suedia) a fost un sportiv ce a reprezentat Suedia, medaliat olimpic. A participat la 2 ediții ale Jocurilor Olimpice (1920, 1928) în care a câștigat o medalie de aur și o medalie de argint.